# Everything but the Girl
Everything but the Girl, aussi connu sous l'abréviation EBTG, est un duo d'artistes britanniques créé en 1982, originaire de Hull dans le comté du Yorkshire de l'Est, en Angleterre. Il est composé de Tracey Thorn (chanteuse) et Ben Watt (compositeur, musicien, chanteur).

## Biographie
Quand Thorn et Watt se rencontrent, tous deux sont étudiants à l'Université de Hull. Tous deux ont signé un contrat avec la maison de disques indépendante Cherry Red Records, en tant qu'artiste solo.
Ils forment un duo et adoptent leur nom de groupe « Everything But The Girl », en référence au slogan d'un magasin de literie de Hull très connu, Turners' Furniture, sur Beverley Road. Le magasin avait en effet originellement une devanture sur laquelle on pouvait lire « Pour votre chambre, nous vendons tout sauf la fille » (for your bedroom needs, we sell everything but the girl).
Leur premier single, Night and Day, sort en 1982. Eden, premier album du groupe, parait deux ans plus tard, ainsi qu'un deuxième album, la même année. C'est le single Each and Every One qui leur permet d'acquérir une petite notoriété dans le milieu du jazz underground et du rock alternatif britanniques. Leur musique est en effet influencée par le jazz, la pop et la bossa nova.
Love Not Money, le deuxième album, sort en 1985 et arrive dans le top 10 du classement britannique. Il est suivi l'année suivante par l'opus Baby, the Stars Shine Bright.
En 1988 sort Idlewild dont le titre I Don't Want to Talk About It connait un grand succès au UK Singles Chart. The Language of Life, album suivant, parait en 1990, et se classe numéro 10 au UK Albums Chart.
Après Worlwide (1991) et la sortie d'une compilation, Home, qui s'est classée à la 5e position du UK Albums Chart, le duo participe, en 1994, à l'album Protection de Massive Attack. Il participe, l'année suivante, avec ce même groupe, à la BO de Batman Forever.
La même année paraît Amplified Heart. C'est le titre Missing, notamment dans sa version remixée par Todd Terry façon house, qui les fait connaître du grand public. Missing est joué pendant plus de six mois dans tous les clubs et fait la une des stations de radio pendant plus d'un an. Le titre devient ainsi un succès international, frôlant les premières places de l'US Billboard Hot 100, au début de l'année 1996.
En 1996 et 1999 sortent Walking Wounded et Temperamental deux albums qui marquent un tournant dans l'orientation musicale du duo. Ils se distinguent par une utilisation prononcée de l'électronique, s'approchant de la lounge music, du trip hop et du nu jazz.
À partir des années 2000, Tracey Thorn s'engage de plus en plus dans une carrière solo et Ben Watt crée et dirige dès lors son label de musique Buzzin' Fly Records, et participe aux mixages d'albums. Le groupe sort alors des compilations regroupant leurs singles et remixes.
En 2008 sort The Works, un coffret de trois CD rassemblant une soixantaine de titres du groupe.
Le 2 novembre 2022 Tracey Thorn annonce, après 24 ans d'absence, la reformation du groupe ainsi que la sortie d'un nouvel album, intitulé Fuse, le 21 avril 2023 et dont le premier extrait est Nothing Left To Lose,. Fait intéressant, le groupe ne fera aucune tournée pour soutenir cet album.

## Discographie

### Singles
- 1982 : Night and Day
- 1984 : Each & Every One ; Native Land ; Mine
- 1985 : When All's Well ; Angel
- 1986 : Come on Home ; Don't Leave Me Behing
- 1988 : I Don't Want to Talk About It ; These Early Days ; I Always Was Your Girl ; Love Is Here Where I Live
- 1990 : Take Me ; Driving
- 1991 : Twin Cities ; Old Friends
- 1994 : Missing
- 1995 : Missing (Todd Terry remix)
- 1996 : Walking Wounded ; Wrong ; Single
- 1997 : Before Today
- 1998 : The Future of the Future (Stay Gold) (avec Deep Dish)
- 1999 : Five Fathoms ; Blame ; Temperamental ; Lullaby of Clubland
- 2000 : Tracey In My Room (sous le nom EBTG vs Soul Vision)
- 2002 : Corcovado
- 2023 : Nothing Left to Lose

### Vidéographie
- 1988 : Everything but the Girl (VHS / LaserDisc / DVD)
- 1993 : Home Movies - The Best Of Everything But The Girl (compilation de 14 vidéos) (VHS)
- 2002 : Like The Deserts Miss The Rain (compilation de 16 vidéos) (DVD)

### Non officiels
Certains disques non officiels du groupe ont été diffusés, tels Recorded Live at Rolling Stone Club Milan,  Peel Sessions, ou encore The Black Sessions - Session No. 29.